# NGC 5606
NGC 5606 ist ein Offener Sternhaufen vom Typ Trumpler-Typ I1p im Sternbild Zentaur am Südsternhimmel. Er hat einen Durchmesser von 3 Bogenminuten und eine Helligkeit von 7,7 mag.
Entdeckt wurde das Objekt am 8. Mai 1826 von James Dunlop.